# Estratégia Internacional das Nações Unidas para a Redução de Desastres

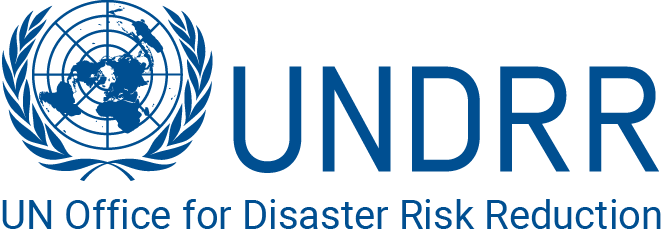
Logo da Estratégia Internacional das Nações Unidas para a Redução de Desastres.

Estratégia Internacional das Nações Unidas para a Redução de Desastres (em inglês: United Nations International Strategy for Disaster Reduction, UNISDR) é uma iniciativa das Nações Unidas. Foi criada em dezembro de 1999. Sendo sucessora do secretariado da Década Internacional para a Redução de Desastres Naturais, foi criada para garantir a implementação da Estratégia Internacional para a Redução de Desastres (resolução 54/219 da Assembleia Geral).

## Prêmio Sasakawa
O Prêmio Sasakawa das Nações Unidas para Redução de Desastres é concedido a um indivíduo ou instituições que realizaram esforços ativos para reduzir o risco de desastres em suas comunidades e advogar a redução do risco de desastres. Juntamente com o Prêmio de Saúde Sasakawa da Organização Mundial de Saúde e o Prêmio de Meio Ambiente Sasakawa da ONU, o Prêmio Sasakawa das Nações Unidas para Redução de Desastres é um dos três prêmios de prestígio estabelecidos em 1986 pelo presidente fundador da Fundação Nippon, o Sr. Ryōichi Sasakawa.

## Vencedores
| Ano  | Vencedor | País                         |
| ---- | --- | ---------------------------- |
| 1993 | Professor Oladapo Alabi Ladipo and Mrs Grace Ebun Delano (Nigeria) e Arpana Research and Charities Trust (India) | Nigeria e India              |
| 2000 | Fondo para la Reconstrucción y el Desarrollo Social del Eje Cafetero (FOREC)                                     | Colombia                     |
| 2001 | Global Fire Monitoring Center (GFMC)                                                                             | Alemanha                     |
| 2002 | Dr. Serguei Balassanian                                                                                          | Armênia                      |
| 2003 | Mrs. Tadzong, née Esther Anwi Mofor                                                                              | Camarões                     |
| 2004 | Dr. Omar Dario Cardona                                                                                           | Colombia                     |
| 2005 | Mr. Chimeddorj Batchulluun                                                                                       | Mongolia                     |
| 2007 | Professor Yoshiaki Kawata and Mr. Tony Gibbs                                                                     | Japão, Granada e Barbados    |
| 2009 | Dr. Eko Teguh Paripurno                                                                                          | Indonésia                    |
| 2011 | Cities of San Francisco, Santa Fe and the District of North Vancouver                                            | Filipinas, Argentina, Canada |
| 2013 | Belo Horizonte and National Alliance for Risk Reduction and Response Initiative                                  | Brasil, Bangladesh           |
| 2015 | Dr. Allan Lavell                                                                                                 | Reino Unido/Costa Rica       |